# George F. Williams (General)

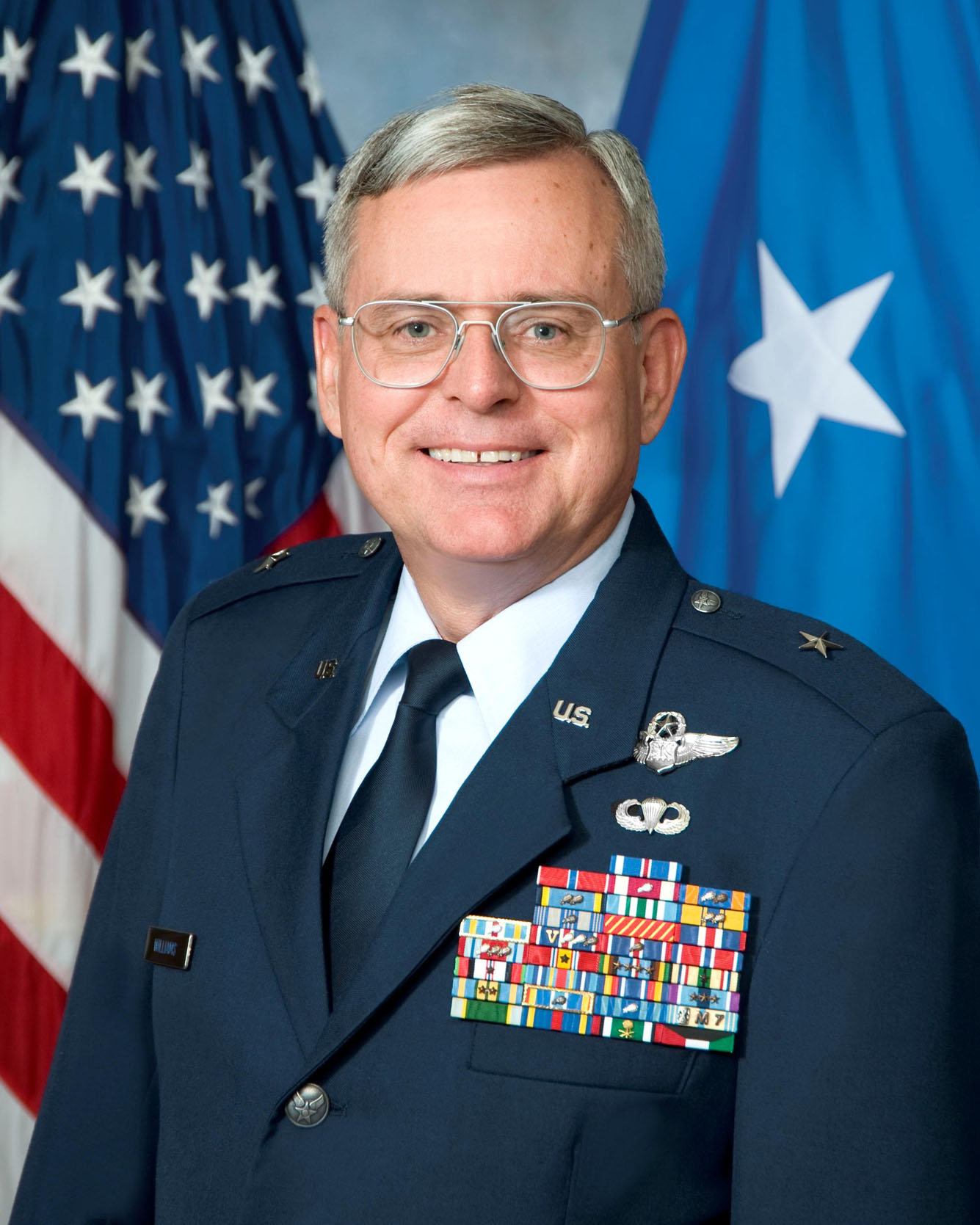
George F. Williams (2009)

 George F. Williams (* um 1959) ist ein pensionierter Generalmajor der United States Air Force. Er war unter anderem Kommandeur der 23. Luftflotte (Twenty Third Air Force).

## Leben
Über das ROTC-Programm der University of Notre Dame gelangte er im Jahr 1981 in das Offizierskorps der United States Air Force. In dieser durchlief er anschließend alle Offiziersränge vom Leutnant bis zum Zwei-Sterne General.
Im Lauf seiner militärischen Karriere absolvierte er verschiedene Kurse und Schulungen. Dazu gehörten unter anderem eine Ausbildung zum Flugnavigator; die Squadron Officer School; das Air Command and Staff College und das Air War College. Außerdem erhielt er akademische Grade von der Touro University und dem Eckerd College in Florida.
In seinen frühen Jahren als Offizier der Luftwaffe war er an verschiedenen Stützpunkten in den Vereinigten Staaten stationiert. Dabei war er als Flugnavigator oder Stabsoffizier bei unterschiedlichen Einheiten tätig. Dazwischen absolvierte er die erwähnten Schulungen. Williams nahm an mehreren Auslandseinsätzen teil. Dazugehörten unter anderem Einsätze in Grenada, El Salvador, Panama, dem Irak, Haiti, Afghanistan und Katar. Seit Dezember 1987 war er in der Reserve der Air Force tätig. Hauptberuflich war er als Zivilangestellter der Luftwaffe auf der Eglin Air Force Base in Florida beim 96. Erprobungsgeschwader (96th Test Wing) tätig.
In seiner weiteren militärischen Laufbahn diente er nach 1987 in Reserveeinheiten der Air Force. Zwischen November 2000 und Mai 2003 kommandierte er als Oberstleutnant auf dem Duke Field in Florida die 919. Nachschubschwadron (919th Operations Support Squadron). Diese Zeit war in den Monaten Januar bis April 2002 durch eine Versetzung in den Nahen Osten unterbrochen, wo er stellvertretender Kommandeur der Joint Special Operations Air Component-North war (Deputy Commander, Joint Special Operations Air Component-North, Central Asia). In der Folge kehrte er zum Duke Field zurück. Dort war er zwischen Juli 2003 und September 2005 stellvertretender Kommandeur des 919. Sondergeschwaders (919th Special Operations Wing).
Williams nächster Auftrag führte ihn zum Stab des Air Force Special Operations Commands, das auf dem Hurlburt Field in Florida ansässig ist. Diesem Stab gehörte er bis zum Januar 2008 an. Allerdings war auch diese Zeit durch eine Auslandsversetzung nach Asien unterbrochen, wo er zwischen April und August 2007 Leiter einer Unterabteilung des gemeinsamen Luftoperationszentrums tätig war (Director, Special Operations Liaison Element, Combined Air Operations Center, Southwest Asia).
Anschließend war er zwischen Januar 2008 und Januar 2009 Mobilisierungsberater bei der Defense Information Systems Agency und Leiter der Joint Task Force-Global Network Operations. Danach war er bis zum April 2010 als Mobilisierungsberater im Stab des Air Force Special Operations Commands tätig. Zwischen April und August 2010 kommandierte er die 23. Luftflotte, die auf dem Hurburt Field stationiert war. Anschließend wurde er wieder Mobilisierungsberater beim Air Force Special Operations Command. Diese Aufgabe bekleidete er bis zum September 2014. Zwischen Januar und Juni 2013 war er zudem stellvertretender Leiter dieses Kommandos. Williams letzter Auftrag führte ihn auf die Ramstein Air Base in Deutschland. Seit Oktober 2014 bis zu seinem Ausscheiden aus dem Militärdienst im Jahr 2016 war er dort Mobilisierungsberater der 3. und der 17. Luftflotte.

## Daten der Beförderungen
| Abzeichen | Rang               | Jahr              |
| --------- | ------------------ | ----------------- |
|           | Second Lieutenant  | 16. Mai 1981      |
|           | First Lieutenant   | 18. Juli 1983     |
|           | Captain            | 18. Juli 1985     |
|           | Major              | 16. Mai 1995      |
|           | Lieutenant Colonel | 1. September 1999 |
|           | Colonel            | 1. Juni 2003      |
|           | Brigadier General  | 12. Mai 2009      |
|           | Major General      | 15. April 2012    |

## Orden und Auszeichnungen
George Williams erhielt im Lauf seiner militärischen Laufbahn unter anderem folgende Auszeichnungen:
- Air Force Distinguished Service Medal
- Legion of Merit
- Bronze Star Medal
- Distinguished Flying Cross
- Defense Meritorious Service Medal
- Meritorious Service Medal
- Air Medal
- Aerial Achievement Medal
- Joint Service Commendation Medal
- Air Force Commendation Medal
- Air Force Achievement Medal
- Air Force Combat Action Medal
- Gallant Unit Citation